# Митчелл, Майя
Майя Митчелл (англ. Maia Mitchell, род. 18 августа 1993, Лисмор, Новый Южный Уэльс, Австралия) — австралийская актриса и певица. Наиболее известна по своей роли Британи Флюн в телесериале «Непокорная», роли Калли Адамс Фостер в драматическом телесериале «Фостеры», и роли леди Белль Фокс в телесериале «Ловкий плут».

## Биография
Родилась в Лисморе, Новый Южный Уэльс, Австралия. Её отец Алекс был водителем такси, а мать Джилл работала в системе образования. У Митчелл есть младший брат Чарли. Она играет на гитаре, что было показано в её фильмах и телевизионных работах. Обучалась в Католическом колледже Тринити в городе Лисмор.

## Карьера
Майя начала актёрскую карьеру, выступая в школьных спектаклях, а также в местных театральных постановках. Её талант был обнаружен агентством, когда Майе было 12 лет, и вскоре она получила роль Британи Флюн в телевизионном сериале «Непокорная». После её успеха в сериале «Непокорная», она снялась в телесериале «Trapped». Она также снялась в телесериале «K-9», спин-оффе популярного британского сериала «Доктор Кто».
Её первая роль на телевидении была на канале Disney Channel, в телесериале «Джесси». Затем она дебютировала в кино, снявшись в телевизионном фильме «Лето. Пляж. Кино» в роли Мак Маккензи. С 2013 года снимается в телесериале «Фостеры» канала ABC Family в роли Калли Джейкоб.

## Фильмография
| Год       | Название                                     | Роль               | Примечание                                      |
| --------- | -------------------------------------------- | ------------------ | ----------------------------------------------- |
| 2006—2007 | Непокорная                                   | Бриттани Флюн      | Главная роль (25 эпизодов)                      |
| 2008—2009 | Trapped                                      | Наташа Гамильтон   | Главная роль (26 эпизодов)                      |
| 2009      | K-9                                          | Taphony            | 20-й эпизод: «Taphony and the Time Loop»        |
| 2011      | Castaway                                     | Наташа Гамильтон   | Главная роль (15 эпизодов)                      |
| 2013      | Джесси                                       | Шэйли Майклс       | 2-й сезон, 10-я серия: «Jessie’s Big Break»     |
| 2013—2018 | Фостеры                                      | Калли Адамс Фостер | Главная роль                                    |
| 2013      | Финес и Ферб                                 | камео              | Phineas and Ferb’s Musical Cliptastic Countdown |
| 2013      | Лето. Пляж. Кино                             | Мак Маккензи       | Фильм Диснея                                    |
| 2013      | Философы. Урок выживания                     | Беатрис            | Второстепенная роль                             |
| 2014      | Паркер, Джоуи и Джесси: Рождество на Гавайях | Шэйли Майклс       | Фильм Диснея                                    |
| 2015      | Лето. Пляж. Кино 2                           | Мак Маккензи       | Фильм Диснея                                    |
| 2016—2019 | Хранитель Лев                                | Джасири            | Озвучка                                         |
| 2017      | Жаркие летние ночи                           | Эми                |                                                 |
| 2018      | Никогда не возвращайтесь                     | Энджела            |                                                 |
| 2019-2022 | Приятные хлопоты                             | Калли Адамс Фостер | Главная роль                                    |
| 2019      | Наше последнее лето                          | Фиби               | The Last Summer                                 |
| 2023      | Ловкий плут                                  | Белль Фокс         | Главная роль (8 эпизодов)                       |
| 2025      | Дожить до рассвета                           |                    |                                                 |

## Номинации
| Награда            | Год  | Категория                      | Работа             | Результат | Ссылка |
| ------------------ | ---- | ------------------------------ | ------------------ | --------- | ------ |
| Teen Choice Awards | 2013 | Choice Summer TV Star: Актриса | Фостеры            | Номинация | [ 5 ]  |
| Teen Choice Awards | 2014 | Choice TV: Актриса д/с         | Фостеры            | Номинация |        |
| Teen Choice Awards | 2015 | Choice TV: Актриса д/с         | Фостеры            | Номинация | [ 6 ]  |
| Teen Choice Awards | 2015 | Choice Summer TV Star: Актриса | Лето. Пляж. Кино 2 | Номинация | [ 6 ]  |